# سیارک ۲۱۸۲
سیارک ۲۱۸۲ (به انگلیسی: 2182 Semirot، نامگذاری:1953FH1) دو هزار و صد و هشتاد و دومین سیارک کشف شده‌است که در ۲۱ مارس ۱۹۵۳ کشف شد.
قدر مطلق سیارک برابر ۱۱٫۳۰ است.